# Neoclytus bahamicus
Neoclytus bahamicus es una especie de escarabajo longicornio del género Neoclytus, tribu Clytini, subfamilia Cerambycinae. Fue descrita científicamente por Cazier y Lacey en 1952.

## Descripción
Mide 6-16,5 milímetros de longitud.

## Distribución
Se distribuye por Bahamas.